# Dikeos (Gemeindebezirk)
Dikeos (griechisch Δίκαιος (m. sg.)) ist ein Gemeindebezirk auf der griechischen Insel Kos. Namensgebend ist der gleichnamige Bergzug. Mit der Verwaltungsreform 2010 wurden zum 1. Januar 2011 die Gemeinden der Insel zur Gemeinde Kos zusammengelegt. Sitz der Kommunalverwaltung war die 3387 Einwohner (Stand 2011) zählende Kleinstadt Zipari. Seither bildet Dikeos hier einen von drei Gemeindebezirken.  

## Lage
Mit 62,612 km² ist Dikeos der kleinste der drei Gemeindebezirke auf Kos. Von der fruchtbaren Küstenebene mit den Orten Tigaki und Marmari im Norden steigt das Gelände langsam an. Die höchste Erhebung mit 846 m wird am Hauptgipfel des Dikeos-Bergzugs (Δίκαιος) im Süden erreicht. Der Bergzug durchzieht die Insel von Ost nach West und fällt dann auf der Südseite relativ steil ins Meer ab. Benachbarte Gemeindebezirke sind im Osten Kos und im Westen Iraklidis.

## Verwaltungsgliederung
Der Gemeindebezirk Dikeos ist in zwei Stadtbezirke mit acht Dörfern untergliedert.
| Stadtbezirk | griechischer Name            | Code     | Fläche (km²) | Einwohner 2001 | Einwohner 2011 | Orte                                                               |
| ----------- | ---------------------------- | -------- | ------------ | -------------- | -------------- | ------------------------------------------------------------------ |
| Asfendiou   | Δημοτική Κοινότητα Ασφενδιού | 64010201 | 34,505       | 3205           | 4094           | Zipari, Agios Dimitrios, Asfendiou, Lagoudi-Zia, Linopotis, Tigaki |
| Pyli        | Δημοτική Κοινότητα Πυλίου    | 64010202 | 28,107       | 2889           | 3036           | Pyli, Marmari                                                      |
| Gesamt      | Gesamt                       | 640102   | 62,612       | 6094           | 7130           |                                                                    |

Einwohnerentwicklung von Dikeos
| Jahr      | 1905 | 1947 | 1951 | 1961 | 1971 | 1981 | 1991 | 2001 | 2011 |
| --------- | ---- | ---- | ---- | ---- | ---- | ---- | ---- | ---- | ---- |
| Einwohner | 3258 | 4679 | 4592 | 4473 | 3102 | 3539 | 5371 | 6094 | 7130 |